# Элерс, Алиса
Алиса Элерс (нем. Alice Ehlers; 1887—1981) — немецкая клавесинистка.
Одна из первых учениц Ванды Ландовской (в берлинский период её преподавательской деятельности). Элерс также испытала сильное влияние Альберта Швейцера, была с ним дружна, выступала с благотворительным концертами в пользу основанной Швейцером больницы в африканской деревушке Ламбарене (переписка Элерс со Швейцером, длившаяся с 1928 год до смерти Швейцера в 1965 году, опубликована).
В 1927 году гастролировала в СССР — о концерте в Малом зале Московской консерватории 3 апреля Григорий Коган писал:

Под её пальцами клавесин сразу обнаруживает не только свои достоинства, но и все свои минусы, и кажется сомнительной возможность долго слушать этот иногда приятно, но иногда и неприятно звенящий, шуршащий и жужжащий инструмент. Но — странное дело! <…> Чем дальше слушали мы Элерс, тем больше забывались дефекты инструмента, и интерес к звучностям клавесина все более сменялся увлечением той музыкой, которую производила при помощи этих звучностей артистка. <…> В её радостном, непосредственном и увлекательно молодом исполнении старые клавесинисты оживают и молодеют и приобретают не только историческую, но и действенную художественную ценность. Бодрый темперамент, жизнерадостный юмор, высокая стильность и музыкальная культура, отличное владение звуком и перворазрядная техника характеризуют игру Элерс.

С начала 1950-х годов Элерс преподавала в Университете Южной Калифорнии, среди её учеников, в частности, Малкольм Гамильтон и Нил Робертс.